# Атар
Атар (араб. أطار) — місто в Мавританії, найбільший населений пункт на плато Адрар.

## Опис

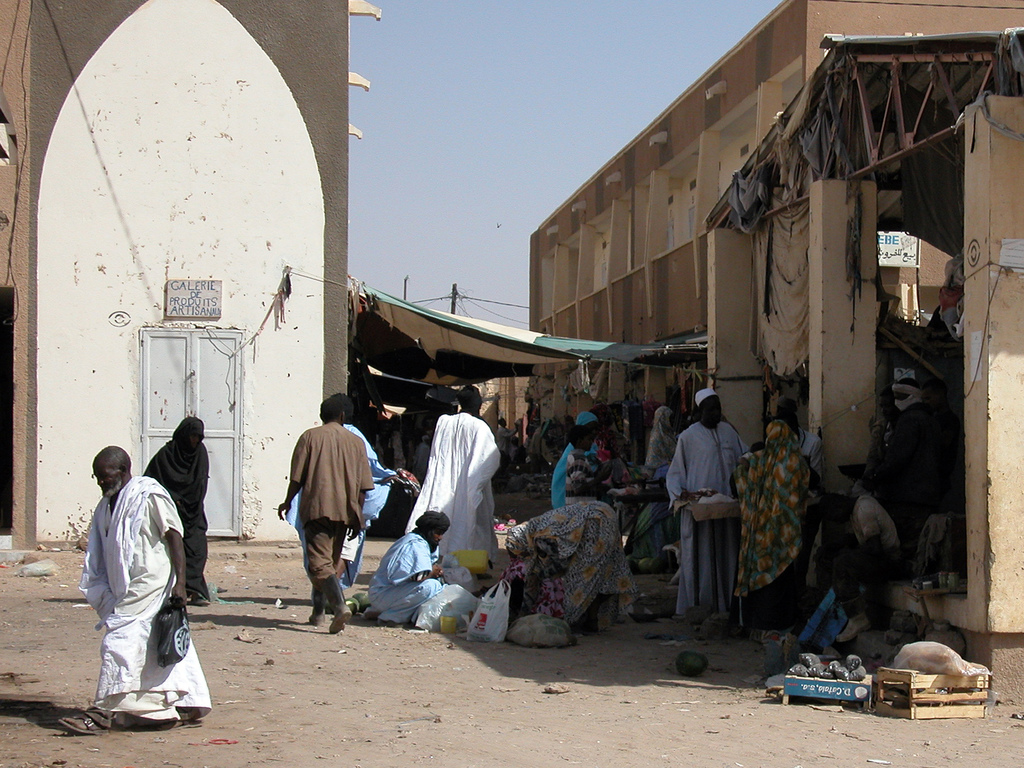
Міський ринок

Розташований на висоті 270 м над рівнем моря, на південь від міста Шум, через яке проходить залізниця, що з'єднує порт Нуадібу і місто Зуерат. Є адміністративним центром області Адрар і департаменту Атар. Через місто проходить траса Ралі Дакар. У Атарі є аеропорт, музей та старовинна мечеть, побудована в 1674 році. Клімат міста характеризується як спекотний пустельний.
Атар є зручною відправною точкою для поїздки до стародавніх укріплень (ксарам) Уадан та Шингетті, а також до цікавого геологічного утворення, відомого, як структура Ришат.
Нещодавно в місті Атар була створена льотна школа мавританських ВПС.

## Клімат
Місто знаходиться у зоні, котра характеризується кліматом тропічних пустель. Найтепліший місяць — липень із середньою температурою 35 °C (95 °F). Найхолодніший місяць — січень, із середньою температурою 21.1 °С (70 °F).
| Клімат Атара            | Клімат Атара | Клімат Атара | Клімат Атара | Клімат Атара | Клімат Атара | Клімат Атара | Клімат Атара | Клімат Атара | Клімат Атара | Клімат Атара | Клімат Атара | Клімат Атара | Клімат Атара |
| Показник                | Січ.         | Лют.         | Бер.         | Квіт.        | Трав.        | Черв.        | Лип.         | Серп.        | Вер.         | Жовт.        | Лист.        | Груд.        | Рік          |
| Абсолютний максимум, °C | 37           | 44           | 40           | 42           | 47           | 46           | 47           | 47           | 44           | 43           | 38           | 36           | 47           |
| Середній максимум, °C   | 26           | 28           | 31           | 34           | 37           | 40           | 40           | 40           | 38           | 36           | 31           | 27           | 34           |
| Середня температура, °C | 21           | 23           | 25           | 28           | 31           | 34           | 35           | 35           | 33           | 30           | 26           | 21           | 28           |
| Середній мінімум, °C    | 15           | 17           | 19           | 22           | 25           | 28           | 29           | 29           | 28           | 25           | 20           | 16           | 23           |
| Абсолютний мінімум, °C  | 6            | 8            | 11           | 10           | 13           | 17           | 20           | 17           | 17           | 15           | 10           | 3            | 3            |
| Днів з опадами          | 1            | 1            | 1            | 1            | 1            | 0            | 1            | 1            | 2            | 1            | 1            | 1            | 12           |
| Днів з дощем            | 1            | 1            | 1            | 1            | 1            | 0            | 1            | 1            | 2            | 1            | 1            | 1            | 12           |
| ----------------------- | ------------ | ------------ | ------------ | ------------ | ------------ | ------------ | ------------ | ------------ | ------------ | ------------ | ------------ | ------------ | ------------ |
| Джерело: Weatherbase    |              |              |              |              |              |              |              |              |              |              |              |              |              |

## Населення
За даними на 2013 рік чисельність населення міста становила 33 008 осіб.
Динаміка чисельності населення міста за роками:
| 1989   | 1997   | 1998   | 2013   |
| ------ | ------ | ------ | ------ |
| 21 400 | 26 379 | 27 005 | 33 008 |

## Відомі уродженці
- Маауя ульд Сіді Агмед Тая — мавританський військовий і політичний діяч, голова Мавританії в 1984—2005 рр.

## Міста-побратими
- Сус